# فعال بالمقادير القليلة

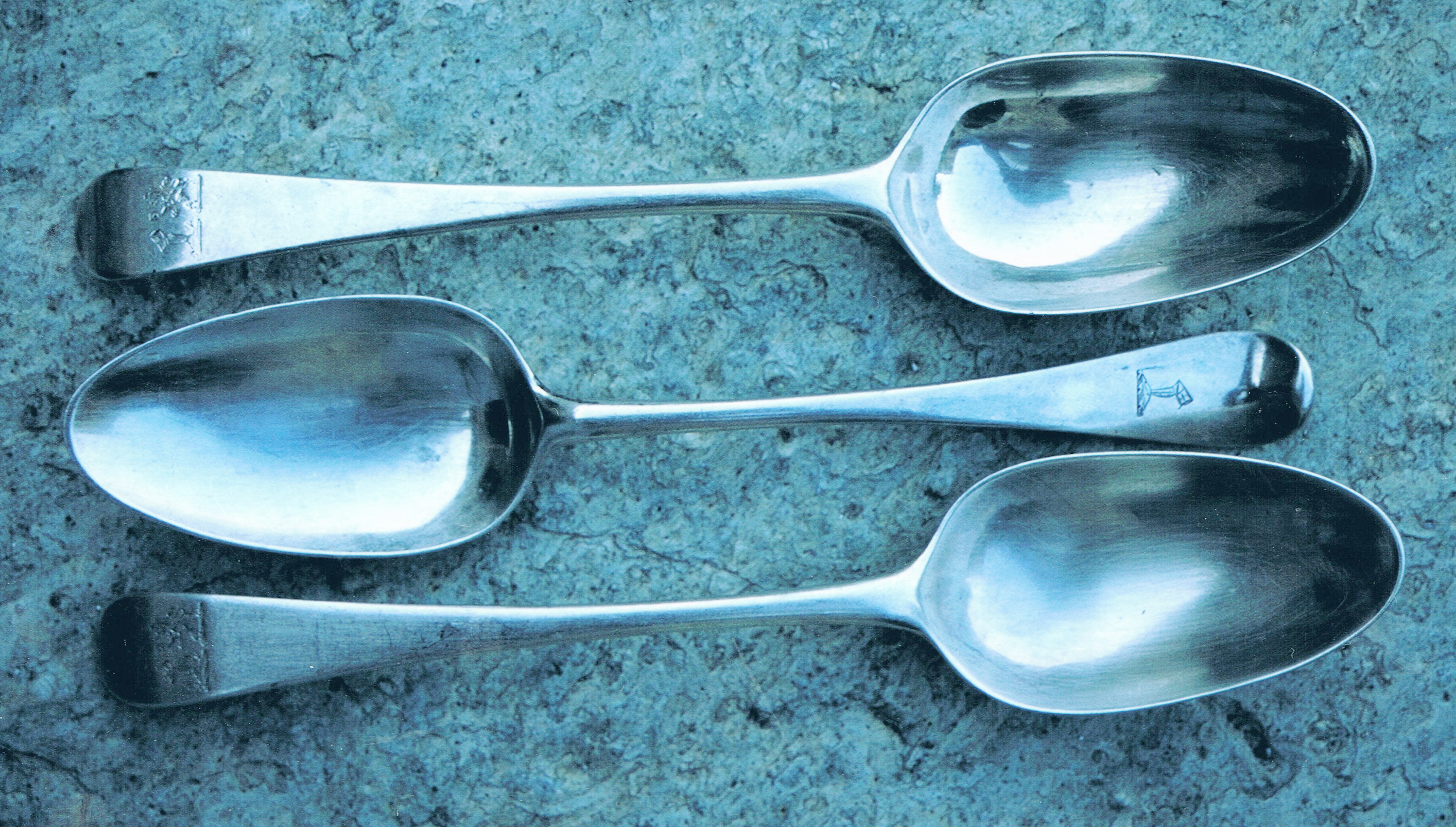
ملاعق فضية يمكن أن تمتلك خاصة الفعالية بالمقادير القليلة.

التأثير الفعّال بالمقادير القليلة  وقاموس المعاني هو تأثير يتوفر لدى الفلزات وخاصة الفلزات الثقيلة بمقدرتها على إظهار الخواص المبيدة حتى في تراكيز ضئيلة.
يعد العالم كارل نيغلي رائداً في هذا المجال، وأول من أبرز تلك الخاصية على العلن أواخر القرن التاسع عشر؛ رغم أنه لم يوضح السبب آنذاك. يمكن أن يعود سبب الفعالية إلى ارتباط الفلزات مع ذرات الكبريت في مجموعات الثيول أو ذرات النتروجين في مجموعات الأمينات الحرة في البروتينات الموافقة، وهو نمط من الفعالية قد يولد مناعة ضد بعض أنواع الميكروبات؛ كما أن الكاتيونات الفلزية مثل الفضة لها تأثير معطل للوظائف الحيوية في بعض أنواع العوامل الممرضة.